# Federazione calcistica della Repubblica Centrafricana
La Federazione calcistica della Repubblica Centrafricana (fra. Fédération Centrafricaine de Football; arabo اتحاد أفريقيا الوسطى لكرة القدم, acronimo RCA) è l'ente che governa il calcio nella Repubblica Centrafricana.
Fondata nel 1961, si affiliò alla FIFA nel 1963, e alla CAF nel 1965. Ha sede nella capitale Bangui e controlla il campionato nazionale, la coppa nazionale e la Nazionale del paese.